# 中华人民共和国第二届青年运动会
中华人民共和国第二届青年运动会于2019年8月8日－8月18日在山西省太原市举行。

## 历史
2014年5月27日，国家体育总局办公厅发布《关于开展第二届全国青年运动会申办工作的通知》，决定开展2019年第二届全国青年运动会的申办工作。
2014年5月，山西省提出以太原为中心城市申办第二届全国青年运动会。
2014年8月31日，山西省人民政府正式提交了第二届全国青年运动会申办报告。
2014年12月16日，国家体育总局办公厅正式发文公布：在规定申办时间内只有山西省人民政府提交了第二届全国青年运动会申办报告，经审查，山西省人民政府的申办资格和申办条件符合相关规定与要求，自然当选为第二届全国青年运动会承办候选单位。
2015年7月13日，国务院办公厅正式发文同意山西省承办2019年第二届全国青年运动会。

## 象征

### 会徽
会徽以汉字“山西”的书法形态为创作来源，运用灵动的线条，将跑道与泳道的形象特点与汉字融为一体，表达了运动拼搏的内涵，呈现出青春现代、充满活力的形象。
标志上下部分连绵起伏的造型显示出山峦的状态，分别代表太行山和吕梁山，两山中间的充满韵律的线条是穿流而过的汾河，代表举办地“两山夹一河”的特点；若将外围看作是黄河水，中间看作是山脉，则也体现山西“表里山河”的特点。水流般的线条象征着山西重要的景观——壶口瀑布，强烈舞动的势头则表现了山西锣鼓的英姿。
标志整体的线条组合成一位欢庆跳跃的人形，寓意着年轻的活力和激情，标志整体使用五环色彩，将奥林匹克体育精神融入其中。五彩缤纷的颜色与充满律动的线条相融合，象征着年轻人的青春与活力。

### 吉祥物
鸡谐音吉。鸡是光明的使者，引亢长啼，旭日东升。鸡能飞善跑，运动天赋出众。褐马鸡的繁衍栖息离不开良好的自然生态环境，而此次第二届全国青年运动会早已被植入“绿色”理念，两者对生态文明建设都有着共同的诉求。褐马鸡作为山西省运动会永久吉祥物，长期以来激励见证了山西体育健儿振翅高飞、一鸣惊人的英姿。

### 口号
青春的约会，拼搏的舞台。

## 火炬传递
2019年3月28日，中华人民共和国第二届青年运动会圣火采集暨网络火炬传递启动仪式于运城市芮城县西侯度遗址圣火公园举行。
网络火炬传递由一青会的举办地福建省开始，按照顺时针方向，依次在33个省级行政区（山西省除外）各传递一天，与实体火炬传递同步，于5月4日由运城市进入山西省内，直到8月8日开幕式结束。

## 比赛项目
中华人民共和国第二届青年运动会面向包括青少年学生在内的全体青少年。共分“夏季项目”“冬季项目”“全能项目”三大类目。其中“冬季项目”类目包括滑冰（短道速滑、速度滑冰、花样滑冰）、滑雪（越野滑雪、高山滑雪、跳台滑雪、北欧两项、自由式滑雪、单板滑雪）、冰壶、冰球、冬季两项，共5个大项。“全能项目”中与冬季运动相关项目包括轮滑与速度滑冰全能、滑轮与越野滑雪全能、冰球与轮滑冰球全能、冰壶与陆地冰壶全能、冰壶与地掷球全能5个大项。